# Cissna Park
Cissna Park és una població dels Estats Units a l'estat d'Illinois. Segons el cens del 2000 tenia 811 habitants.

## Demografia
Segons el cens del 2000, Cissna Park tenia 811 habitants, 375 habitatges, i 217 famílies. La densitat de població era de 434,9 habitants/km².
Dels 375 habitatges en un 22,9% hi vivien nens de menys de 18 anys, en un 46,7% hi vivien parelles casades, en un 9,3% dones solteres, i en un 41,9% no eren unitats familiars. En el 38,9% dels habitatges hi vivien persones soles el 24,8% de les quals corresponia a persones de 65 anys o més que vivien soles. El nombre mitjà de persones vivint en cada habitatge era de 2,12 i el nombre mitjà de persones que vivien en cada família era de 2,81.
Per edats la població es repartia de la següent manera: un 20,1% tenia menys de 18 anys, un 7,2% entre 18 i 24, un 24,5% entre 25 i 44, un 21,5% de 45 a 60 i un 26,8% 65 anys o més.
L'edat mediana era de 44 anys. Per cada 100 dones de 18 o més anys hi havia 78 homes.
La renda mediana per habitatge era de 35.592 $ i la renda mediana per família de 49.167 $. Els homes tenien una renda mediana de 31.382 $ mentre que les dones 18.026 $. La renda per capita de la població era de 18.285 $. Aproximadament el 3,6% de les famílies i el 7,4% de la població estaven per davall del llindar de pobresa.

## Poblacions més properes
El següent diagrama mostra les poblacions més properes.